# Laser de elétrons livres

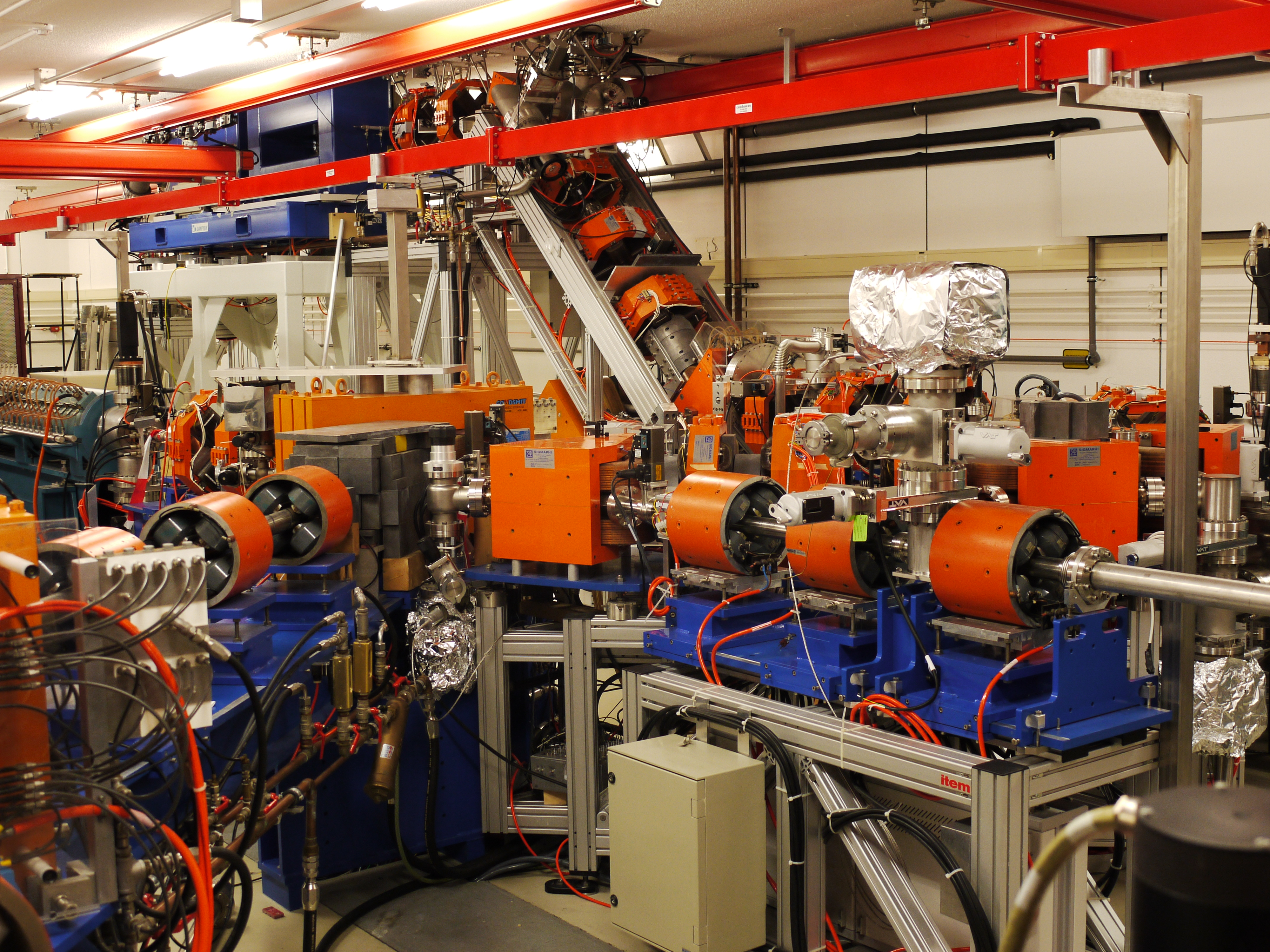
Laser de elétrons livres FELIX no FOM (em Nieuwegein, Países Baixos).

Um laser de elétrons livres, citado na literatura como FEL (do inglês free-electron laser), é um laser que compartilha as mesmas propriedades ópticas que lasers convencionais tal como emitir um feixe consistindo de radiação eletromagnética coerente a qual pode atingir alta potência, mas que usa princípios de operação muito diferentes para formar o feixe. Diferentemente de lasers a gás, líquido, ou estado sólido tal como lasers por díodo, nos quais elétrons são excitados nos limites de estados atômicos ou moleculares, FELs usam um feixe de elétrons relativístico como o meio de laser os quais movem-se livremente através de uma estrutura magnética, de onde se origina o termo elétrons livres. O laser tem a mais ampla faixa de frequência de qualquer tipo de laser, e pode ser amplamente controlado nesta variável, atualmente variando em comprimento de onda de microondas, através de radiação de terahertz e infravermelho, ao espectro visível, ao ultravioleta, aos raios X.